# Peter Wittkamp
Peter Wittkamp (* 22. März 1981 in Asbach) ist ein deutscher Autor und Werbetexter.

## Leben
Wittkamp wurde geboren in Asbach bei Bonn. In Bamberg begann er ein Studium der Soziologie, das er in Berlin abschloss. Anschließend arbeitete er unter anderem als Marktforscher bei Universal Music. Seit 2013 ist er selbstständiger Autor, Werbetexter und Berater im Bereich der Online-Kommunikation. So arbeitet er als Gagautor für den Online-Auftritt der Satire-Sendung heute-show; auch für Late Night Berlin oder das Neo Magazin Royale hat er geschrieben. Darüber hinaus war er Texter für die Social-Media-Kanäle der Berliner Verkehrsbetriebe; darüber schrieb der Musikexpress: „Wittkamp ist schuld, dass man der BVG ihre Pannen verzeiht.“ Er war ein Kopf hinter der preisgekrönten Kampagne #weilwirdichlieben. Auch privat ist er auf Twitter aktiv. Gemeinsam mit dem Journalisten Daniel Erk betrieb er den Podcast Erk und Wittkamp. In seinem 2019 erschienenen Buch Für mich soll es Neurosen regnen schreibt Wittkamp humorvoll über die Zwangsstörungen, unter denen er seit Jahren leidet. Seit November 2022 war er bis Sommer 2023 zweiwöchentlich mit Andreas O. Loff in dem Podcast Außer Tresen nichts gewesen zu hören. 
Wittkamp lebt mit seiner Familie in Berlin. Sein Bruder Volker (* 1983) arbeitet ebenfalls als Autor.

## Veröffentlichungen
- Die fünf schlechtesten Antworten auf "Ich liebe dich!": und weitere lebensrettende Listen. KiWi, 2014, ISBN 978-3-462-04551-2.
- Ich bin rundum zufrieden: Dinge, die Deutsche nicht sagen. Bastei-Lübbe, 2015, ISBN 978-3-404-60833-1. (mit Elias Hauck)
- Poste deine Darmspiegelung: In 42 Lektionen zum perfekten Internetnutzer. Knaur, 2015, ISBN 978-3-426-78777-9.
- Für mich soll es Neurosen regnen: Mein Leben mit Zwangsstörungen. btb Verlag, 2019, ISBN 978-3-442-75829-6.
- Der Desinformator: 125.000 Verschwörungstheorien zum Selbermachen. DuMont Buchverlag GmbH & Co. KG, 2022, ISBN 978-3832169220.
- Die vier deutschen Jahreszeiten: Und 180 weitere erhellende Listen. Yes Publishing, 2024, ISBN 978-3-96905-343-0.